# Breite Straße (Berlin-Mitte)

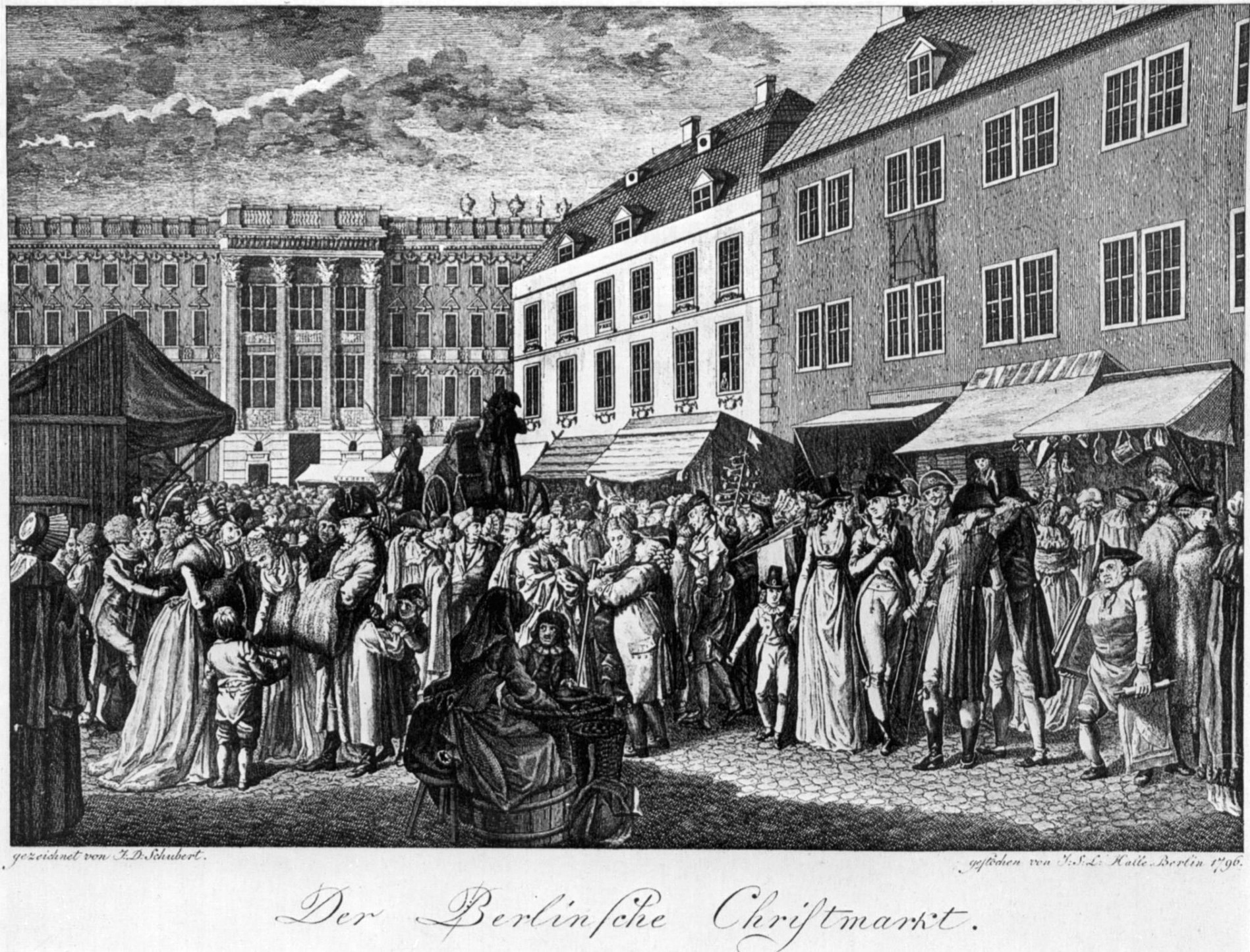
Weihnachtsmarkt in der Breiten Straße, im Hintergrund das Berliner Schloss, 1796

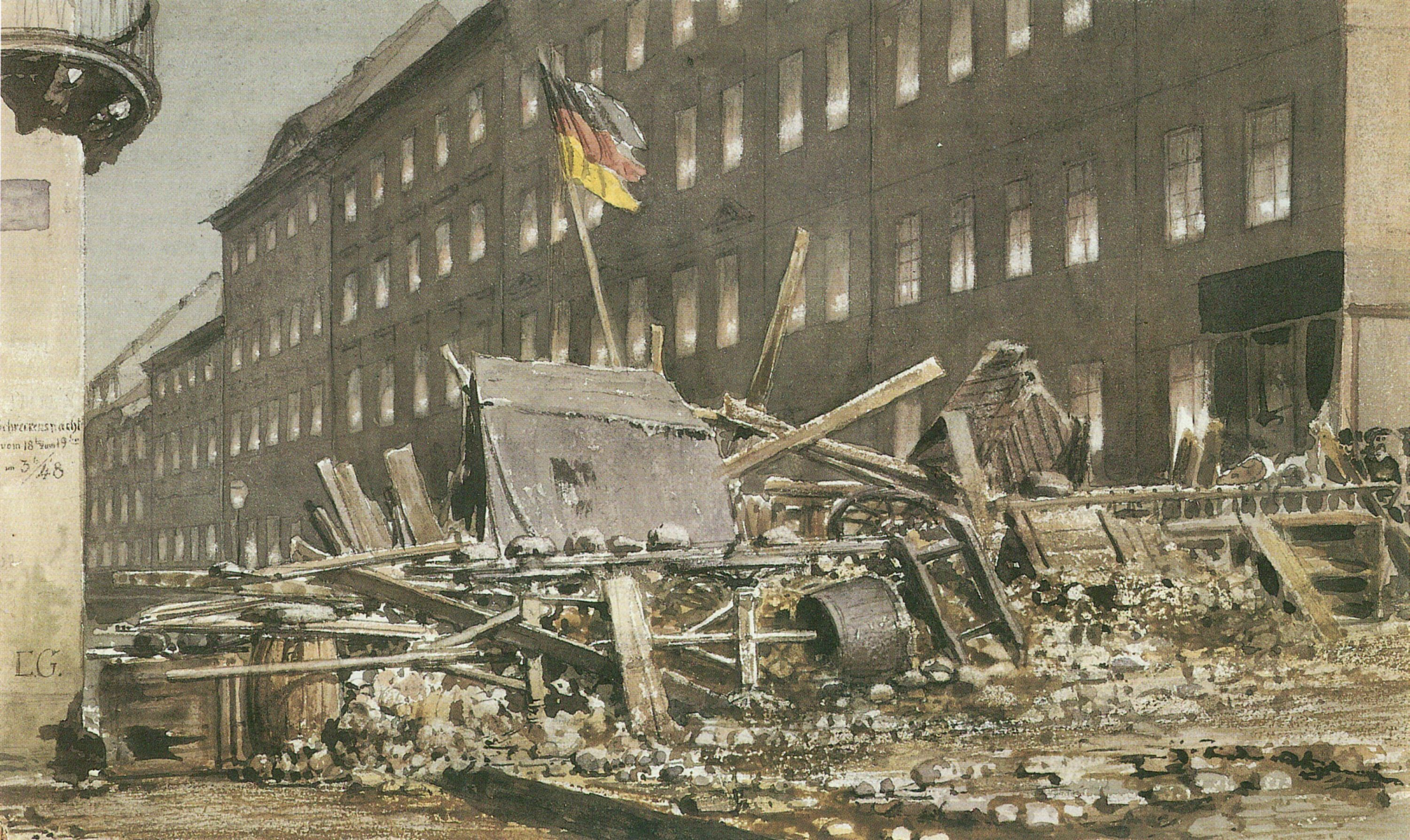
Barrikade nach Kämpfen in der Breiten Straße,
aquarellierte Bleistiftzeichnung von Eduard Gaertner, 1848

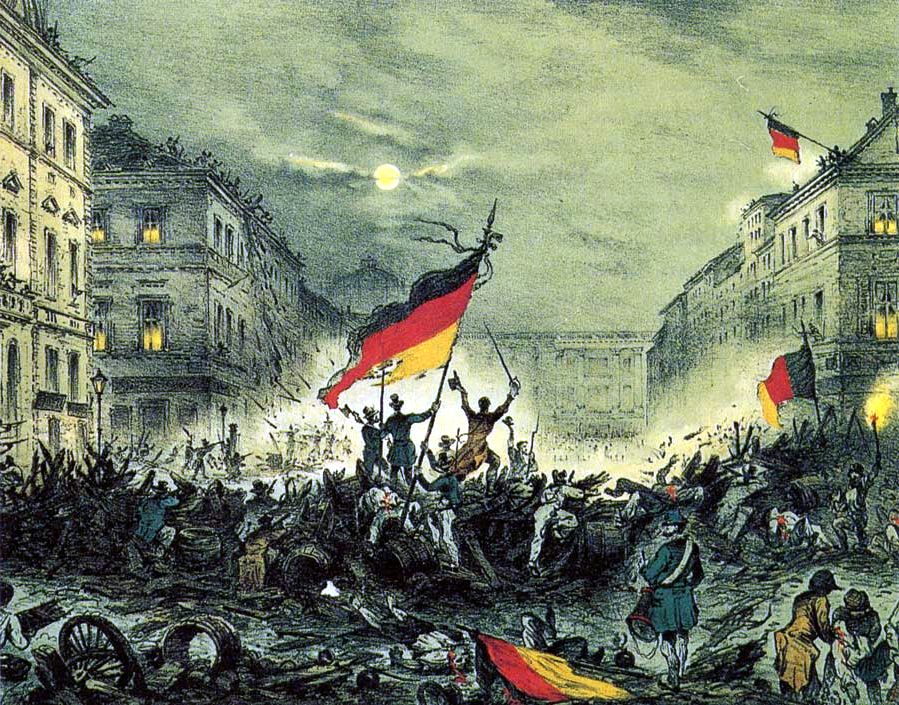
Jubelnde Revolutionäre nach Barrikadenkämpfen am 18. März 1848 in der Breite Straße, im Hintergrund das Berliner Schloss

Die Breite Straße ist eine 320 Meter lange Straße im Berliner Ortsteil Mitte des gleichnamigen Bezirks. Sie gehört zum ehemaligen Stadtteil Alt-Kölln und führt ihren Namen seit dem 17. Jahrhundert.

## Lage und Verlauf
Die Breite Straße erstreckt sich von der Kreuzung mit der Gertraudenstraße und dem Mühlendamm (ehemals: Köllnischer Fischmarkt) bis zum Schloßplatz. Die Hausnummern verlaufen in Hufeisenform vom Haus Nr. 1 am Schloßplatz bis zum Köllnischen Fischmarkt und zurück zum Haus Nr. 37.

## Namenserläuterung
Als damals breiteste Straße im engbebauten Stadtteil Kölln trug sie im Mittelalter den Namen Große Straße. Die Straße war damals durchschnittlich 30 Meter breit (an der breitesten Stelle am Schloßplatz rund 40 Meter). Im 17. Jahrhundert erhielt sie den Namen Breite Straße. Die Erklärung des Straßennamens aus der schieren Breite der Straße greift zu kurz. Die besondere Breite erklärte sich aus den Umständen des Fernhandels mit erheblichem Straßenverkehr. Auch ist der Aspekt der marktartigen Straße mit einzubeziehen. Breite Straße, Burg- und Ritterstraße, Steinweg usw. sind typische Namen in den Städten Nordostdeutschlands und lassen Rückschlüsse auf die soziale Stellung der dort Wohnenden zu.

## Geschichte

### Mittelalter bis 19. Jahrhundert
Die Breite Straße (ursprünglich bis ins 17. Jahrhundert: Große Straße) gehört zum ältesten Siedlungskern von Kölln. Sie bestand spätestens um 1200; Siedlungsaktivitäten zeichnen sich jedoch bereits in den 1170er Jahren ab. Wie Ausgrabungen gezeigt haben, wurden die mittelalterlichen Parzellen von schmalen Wassergräben abgeteilt – materielle Überreste der Urvermessung Köllns. Sie war nicht nur eine der ältesten Straßen Köllns, sondern auch die wichtigste. Umstritten ist, wann, warum und von wem sie angelegt wurde. Nach der bisher publizierten herrschenden Meinung entstanden Berlin und Kölln beiderseits des Mühlendamms mit der Nikolai- bzw. Petrikirche und den dazugehörigen Märkten Molkenmarkt und Petriplatz in ihrem Mittelpunkt. Danach war die Große Straße zunächst nur eine sackgassenartige Fortsetzung, ausgehend vom Köllnischen Fischmarkt. Auf ihre bestehende Länge sei sie erst durch eine Erweiterung Köllns bis hin zur Langen Brücke (auch: Neue Brücke und Rathausbrücke) gekommen, parallel zur Erweiterung Alt-Berlins um das Marienviertel um 1240.
Die noch andauernden archäologischen Untersuchungen seit 1996, insbesondere im Bereich des ehemaligen Dominikanerklosters, machen aber auch denkbar, dass der erste Spreeübergang nicht am Mühlendamm, sondern an der Rathausbrücke gelegen haben könnte und dass die Breite Straße sofort in voller Länge parallel zum Spreeufer ausgebaut war. Die dort erbauten Fernhandelskaufhäuser (mit den Wohnungen der Kaufleute im Obergeschoss) hatten den großen Vorteil, den leichten Umschlag vom Schiffs- zum Straßenverkehr zu ermöglichen (Niederlagsrecht).
Nach dem Bau des Berliner Stadtschlosses, dessen späteres Portal II in der Südfassade sich an der Breiten Straße orientierte, erwarb der kurfürstliche Hof entlang dieser Straße bevorzugt Grundstücke zur Errichtung von Burglehn und Freihäusern für Hofbeamte und Bedienstete. Die Straße entwickelte sich zu einer der vornehmsten Adressen der Stadt. Eine Gedenktafel (Nr. 11, früher: Nr. 20) erinnert an die Gründung der Julius Springerschen Verlagsbuchhandlung; auch der erste Sitz der Vossischen Zeitung befand sich hier. Prominente Bewohner waren Karl Friedrich Schinkel, Andreas Schlüter, Michael Mathias Smids, Friedrich von Gentz und der reiche Tabakhändler Wilhelm Ermeler. An der Ecke zur Scharrenstraße entstand nach dem Dreißigjährigen Krieg ein neunachsiges Palais, das von dem Amtskammerrat Johann Georg von Appel errichtet wurde. Überreste des gewölbten Souterrains konnten bei Ausgrabungen erfasst werden.
Im Jahr 1830 war die Herberge der Schneidergesellen in der Straße Ausgangspunkt der sogenannten Schneiderrevolution. 1848 errichteten Teilnehmer der Märzrevolution im Kampf gegen das königliche Militär in dieser Straße eine der größten Barrikaden. Im 19. Jahrhundert wandelte sich das Straßenbild von einer vornehmen Wohnstraße zur belebten Geschäftsstraße.

### Ab 20. Jahrhundert

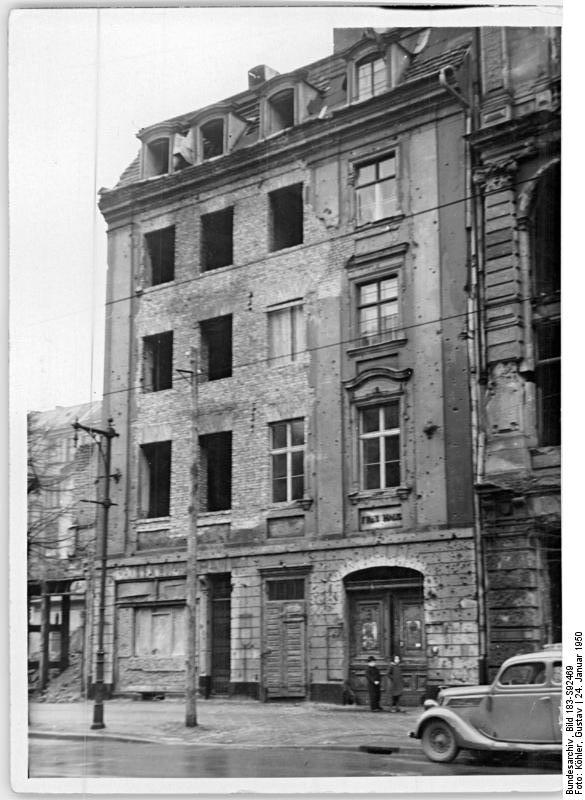
Breite Straße 3 im Jahr 1950.
Das letzte Freihaus Berlins aus der Zeit um 1730 galt 1956 als „dringend instandzusetzen“, wurde aber wenig später abgerissen.

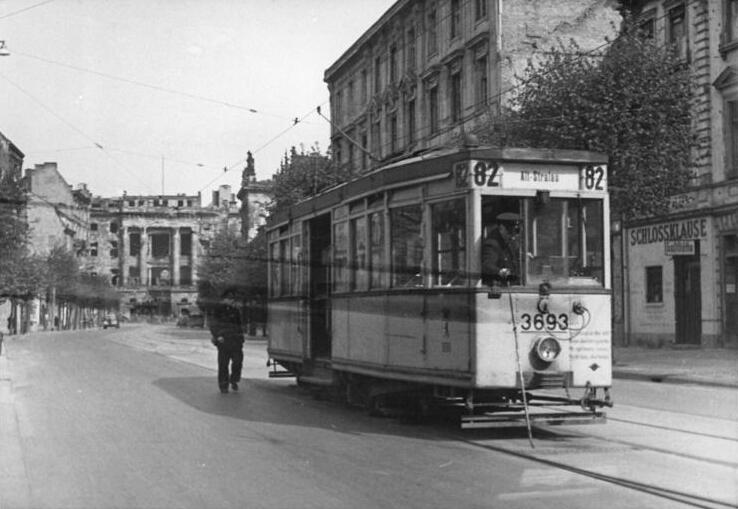
Die Breite Straße im Jahr 1950 nach der Enttrümmerung.
Im Hintergrund das Portal II des Stadtschlosses mit dem Neptunbrunnen, rechts das Haus Nr. 28.

In der Novemberrevolution 1918/1919 war die Breite Straße wiederum Schauplatz von Kämpfen. Im Marstall hatte sich das Revolutionskomitee der Volksmarinedivision verschanzt, von der einige Kämpfer bei der Verteidigung fielen. Eine Bronzetafel am Marstall verweist auf diese Ereignisse.
Nach den Zerstörungen im Zweiten Weltkrieg galten etwa zwei Drittel der Gebäude der Breiten Straße als wiederaufbaufähig und ein Drittel als zerstört. Trotzdem wurde im Zusammenhang mit der Umgestaltung der Breiten Straße als Anmarschweg zum neu angelegten Demonstrationsplatz – dem Marx-Engels-Platz – an der Stelle des beseitigten Berliner Schlosses und der Errichtung des Staatsratsgebäudes die westliche Straßenbebauung in den 1960er Jahren vollständig abgetragen.
Die Straße wurde 1962 auf rund 50 Meter verbreitert. Dem Abriss fielen sechs denkmalgeschützte, nur teilweise beschädigte oder bereits restaurierte barocke Wohnhäuser des 18. Jahrhunderts zum Opfer. Das bekannteste war das Ermelerhaus (damals Nr. 11), dessen unter Verwendung geborgener Teile errichteter Nachbau 1969 am Märkischen Ufer als Gaststätte eröffnet wurde. Nach 1971 verschwand auf der Ostseite das wegen seiner barocken Treppenanlage denkmalgeschützte Haus Nummer 28. Dort hatte sich bis Ende 1965 die Gaststätte „Schloßklause“ befunden. Die abgeräumte Fläche diente seit den 1970er Jahren bis Ende der 1990er Jahre als Parkplatz.
Nach den Abbrüchen wurden auf der Westseite der Straße das Gebäude für die Kanzlei des Staatsrates errichtet und südlich der Neumannsgasse das Bauministerium der DDR. Auf der Ostseite wurde die Stadtbibliothek wieder aufgebaut. Da der Straßenzug Mühlendamm – Gertraudenstraße zur Protokollstrecke der DDR-Regierung bzw. des ZK der SED gehörte, erreichten Fußgänger aus der Breiten Straße nur durch einen Fußgängertunnel das südlich gelegene um 1970 fertiggestellte Hochhausviertel Fischerinsel.
1999 wurde das Haus der Wirtschaft, entworfen von den Architekten Schweger & Partner in der Breiten Straße Ecke Mühlendamm fertig gestellt.
Die Breite Straße gehört zum Entwicklungsbereich Hauptstadt Berlin – Parlaments- und Regierungsviertel. Der öffentlich verfügbare Raum soll durch „Nutzungsmischung und Reurbanisierung qualifiziert werden“. Für die Neubebauung hat der Berliner Senat 2009 den Bebauungsplan I–218 aufgestellt, der im Sommer 2011 vom Abgeordnetenhaus bestätigt wurde.
Im Vorgriff auf den Bebauungsplan wurde die Fahrbahn der Breiten Straße in den Jahren 2007–2009 von den 24 Metern der DDR-Zeit auf die durchschnittliche historische Breite von 14 Metern zurückgebaut, wodurch die Straßenbreite wieder der historischen von etwa 26 bis 28 Metern entspricht. Allerdings ist die Straßenführung seither schnurgerade. Vor der Neuplanung zu DDR-Zeiten hatte die Breite Straße über mehr als 700 Jahre lang eine leichte Krümmung, sodass beim Betreten der Straße von der Gertraudenstraße aus das Schloßportal II und der 1891 angelegte Neptunbrunnen nicht sichtbar waren. Von 2012 bis 2013 fanden südlich der Neumannsgasse archäologische Ausgrabungen statt.
An der Einmündung der Breiten Straße in die Gertraudenstraße steht seit 2017 das Hotel capri – etwa an der Stelle des ehemaligen Köllnischen Rathauses. Zwischen Neumannsgasse und Scharrenstraße plant der Senat zusammen mit der Wohnungsbaugesellschaft Mitte mehrere Wohn- und Geschäftshäuser. Der Wettbewerb zur Gestaltung der fünf Grundstücke wurde im Juli 2024 entschieden.

## Bauten und Denkwürdigkeiten

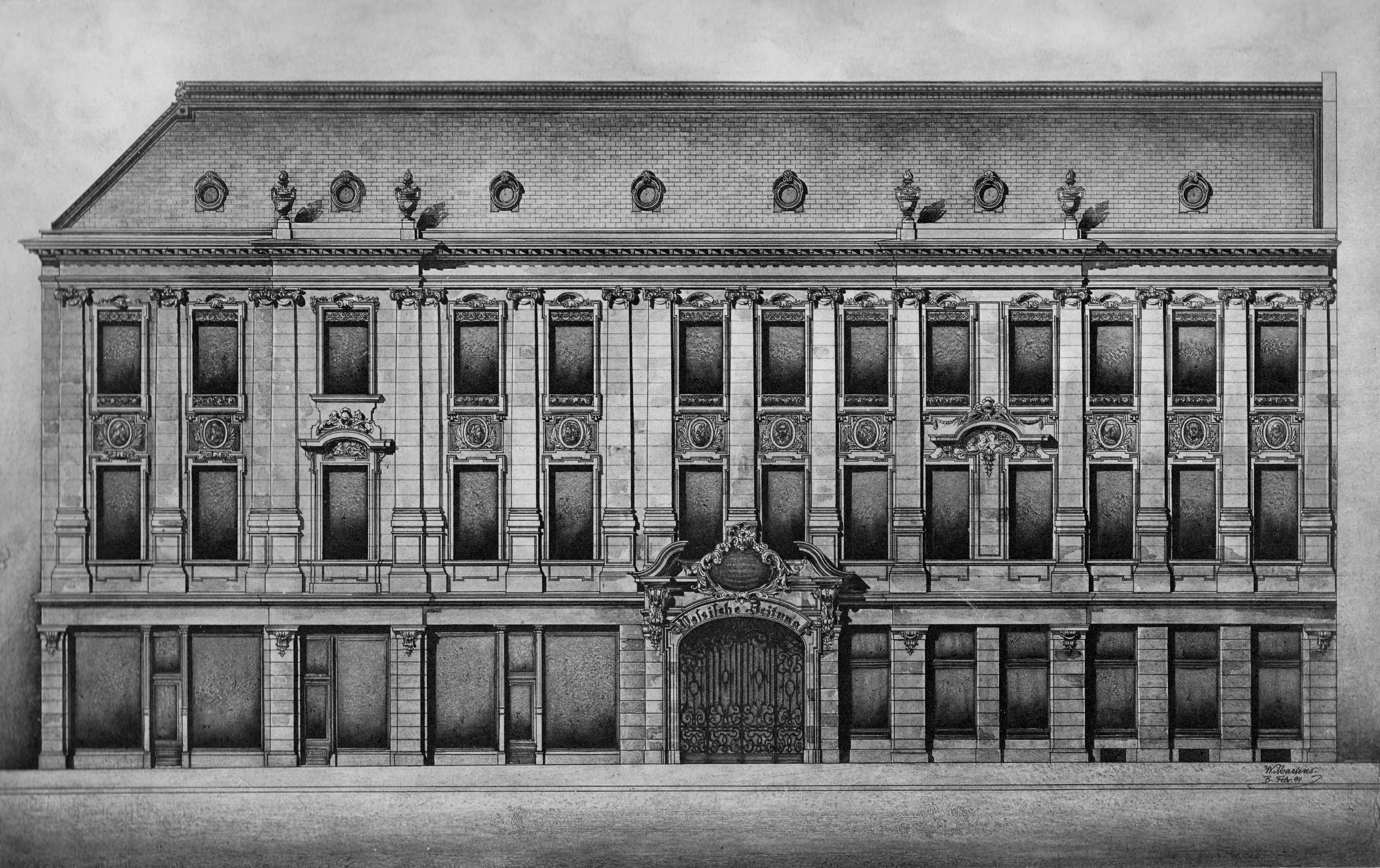
Haus der Vossischen Zeitung, Breite Straße 8/9

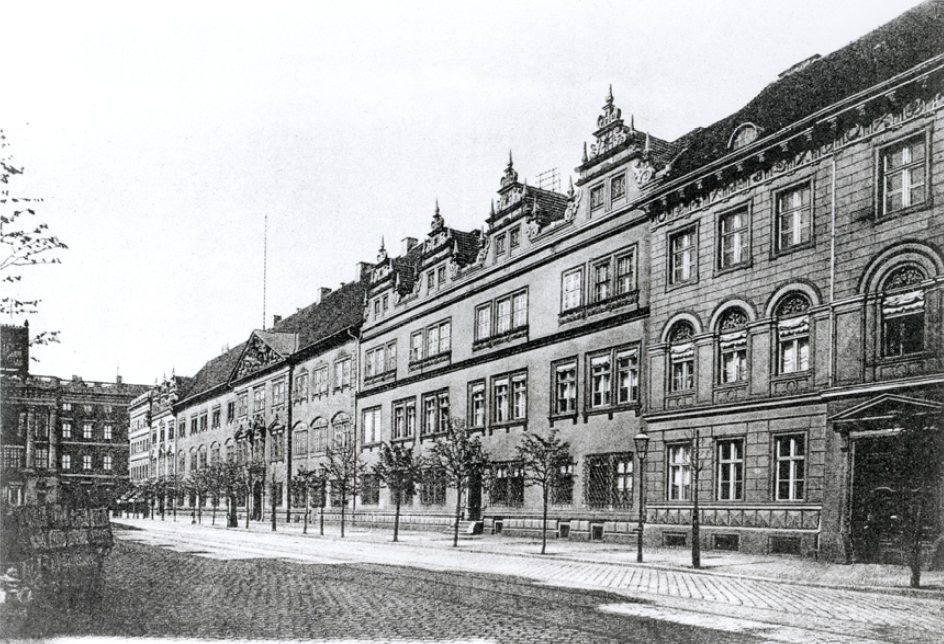
Breite Straße mit Ribbeck-Haus und Altem Marstall, 1890

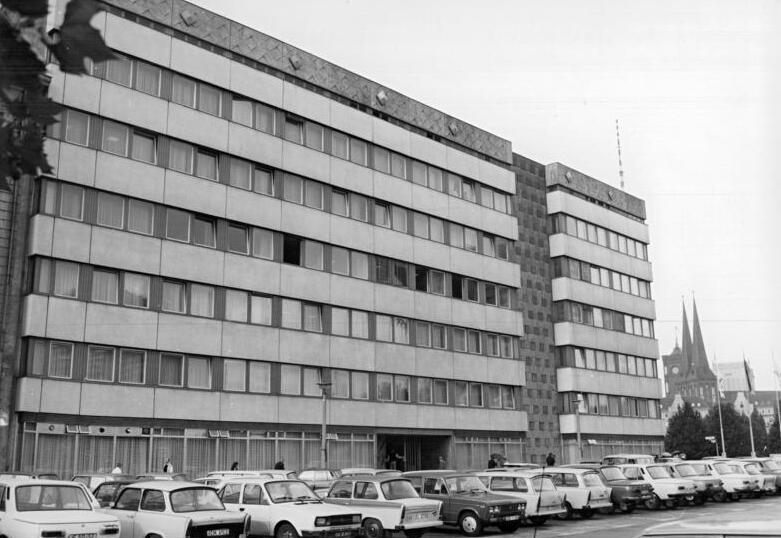
Ministerium für Bauwesen der DDR an der Ecke Scharren-/Breite Straße, 1987

- Breite Straße 1: Das in den 1960er Jahren in Plattenbauweise errichtete Gebäude auf der Westseite, der Kanzleiflügel des Staatsratsgebäudes wird heute von der Verwaltung der privaten Hochschule ESMT genutzt.
- Breite Straße 8/9: In diesem Gebäude befand sich bis 1934 das Haus der Vossischen Zeitung, dem Sitz dieser Tageszeitung.
- Breite Straße 12: Das in den 1960er Jahren errichtete Ministerium für Bauwesen der DDR hatte als einzigen Schmuck das 6 m × 15 m große – von Walter Womacka 1968 in Emaille auf 360 Kupferplatten geschaffene – Wandbild Der Mensch als Maß aller Dinge.[14] Beim Abbruch des Gebäudes wurde das Wandbild geborgen und hängt heute am Giebel des Hauses Sperlingsgasse 1.
- Breite Straße 15: Zwischen der Brüderstraße und der Breiten Straße etablierte sich das Warenhaus von Rudolph Hertzog. Dem Allgemeinen Wohnungsanzeiger für Berlin, Charlottenburg und Umgebung auf das Jahr 1850 ist zu entnehmen, dass sich an der Breite Straße 15 im 19. Jahrhundert die Berliner Gewerbehalle mit einer Ständigen Industrieausstellung befand. Hier konnten „die vorzüglichsten Leistungen der Berliner Industrie immerwährend zur Ansicht des Publikums gebracht werden.“[15] Die Halle fiel vermutlich dem Bauboom zum Beginn des 20. Jahrhunderts zum Opfer, denn im Jahr 1943 ist das Kaufhaus Rudolf Hertzog mit der Adresse Breite Straße 12–19 angegeben.[16]
- Breite Straße 20–29: Im 1999 errichteten Haus der Deutschen Wirtschaft haben der Deutsche Industrie- und Handelskammertag (DIHK), die Bundesvereinigung der Deutschen Arbeitgeberverbände (BDA) und der Bundesverband der Deutschen Industrie (BDI) ihren Sitz. Bei der archäologischen Vorbereitung dieses Neubaus wurde die bisher älteste frühdeutsche Siedlungsspur für die Doppelstadt gefunden: ein auf „um 1170“ dendroadatierter Holzbalken, allerdings in Zweitverwendung. Der Fundort, ein holzverkleideter Keller, gehörte zu einem Straßenniveau um/nach 1200.
- Breite Straße 30/31: Das 1896–1901 errichtete Gebäude wurde in barockisierendem Stil viergeschossig und mit einer Werksteinfassade gestaltet. Es diente in der DDR-Zeit als Verwaltungssitz der Staatlichen Versicherung. Nach der politischen Wende ging dieses Haus an die Firma Espresto AG, einen IT-Dienstleister.[17]
- Breite Straße 32–34: Das 1966 errichtete Gebäude der Berliner Stadtbibliothek mit dem Hauptportal, geschmückt mit 117 Variationen des Buchstabens „A“ aus der Werkstatt von Fritz Kühn steht, wie die Nachbargebäude, unter Denkmalschutz.
- Breite Straße 35: Das Ribbeck-Haus mit den einzigen Spätrenaissancegiebeln Berlins blieb erhalten und wird heute von der Zentral- und Landesbibliothek Berlin genutzt.
- Breite Straße 36: Der nach einem Brand 1666–1670 neu aufgebaute Alte Marstall wird heute von der Berliner Stadtbibliothek genutzt. Der benachbarte Neue Marstall ist heute zweiter Standort der Hochschule für Musik „Hanns Eisler“.